# Paul Cremona

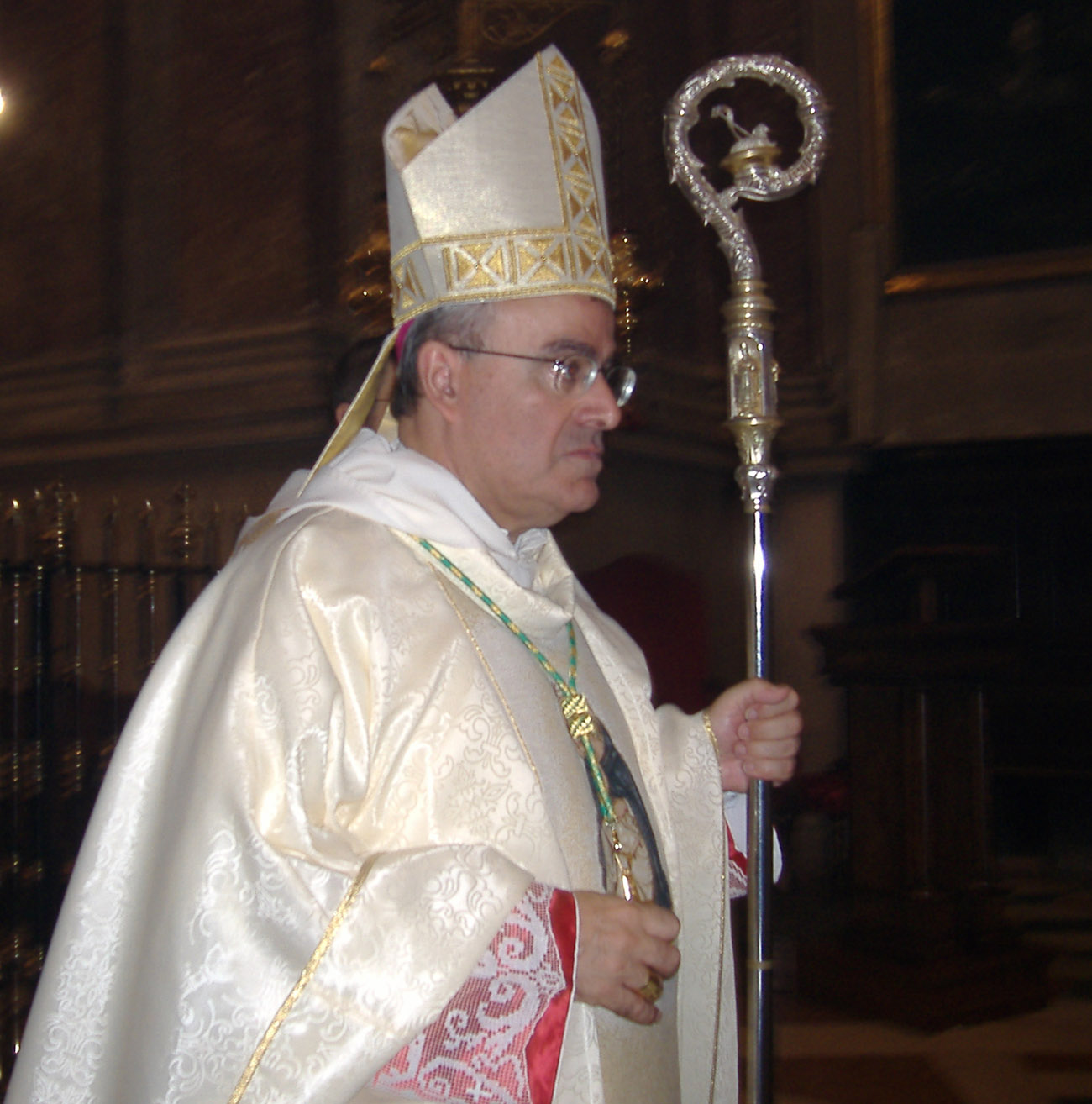
Erzbischof Paul Cremona (2007)

Erzbischofswappen

Paul Cremona OP (malt. Pawlu Cremona; * 25. Januar 1946 in Valletta; † 18. März 2025 in Msida, Malta) war ein maltesischer Ordensgeistlicher und römisch-katholischer Erzbischof von Malta.

## Leben
Paul Cremona, zweites von drei Kindern, besuchte die Montessori-Schule in Valletta und das Lyceum in Ħamrun und trat 1962 im Alter von 16 Jahren der Ordensgemeinschaft der Dominikaner bei. Am 29. September 1963 legte er die Profess ab. Er studierte Philosophie und Theologie an der Ordenshochschule St. Thomas von Aquin im maltesischen Rabat. Der Erzbischof von Malta, Michael Gonzi, spendete ihm am 22. März 1969 die Priesterweihe. In Rom studierte er Moraltheologie und wurde 1973 am Angelicum mit einer Dissertation über das Friedenskonzept von Papst Johannes XXIII. zum Dr. theol. promoviert.
Cremona war von 1974 bis 1980 und von 1997 bis 2003 Prior des Dominikanerklosters Unserer lieben Frau von der Grotte (Our Lady of the Grotto) in Rabat sowie Provinzial des Ordens in Malta von 1981 bis 1989. Er war von 1989 bis 1993 Pfarrer in Gwardamanġa in Pietà und von 2005 bis 2006 Pfarrer in Sliema, beides auf Malta. Er hatte verschiedene Ämter in der Diözesanverwaltung in Malta inne. So war er Delegat für das Geweihte Leben, Spiritual am Seminar von Tal-Virtù in Rabat, Mitglied im Priesterrat und Präsident des Council of Maltese Religious Major Superiors (KSMR).
Papst Benedikt XVI. ernannte ihn am 2. Dezember 2006 zum Erzbischof von Malta. Der Alterzbischof von Malta, Joseph Mercieca, spendete ihm am 26. Januar des nächsten Jahres die Bischofsweihe; Mitkonsekratoren waren Félix del Blanco Prieto, Apostolischer Nuntius in Malta und Libyen, und George Anthony Frendo OP, Weihbischof in Tirana-Durrës. Als Wahlspruch wählte er Hejju t-triq ghall-mulejj („Bereitet den Weg für den Herrn“).
Von 2007 bis 2013 war er Präsident der maltesischen Bischofskonferenz. 2007 wurde er von Kardinal-Großmeister John Patrick Foley zum Großprior des Ritterordens vom Heiligen Grab zu Jerusalem in Malta ernannt. 2014 erfolgte die Ernennung zum Ehrengroßprior durch Kardinal-Großmeister Edwin Frederick O’Brien.
Am 18. Oktober 2014 nahm Papst Franziskus sein Rücktrittsgesuch aus gesundheitlichen Gründen an. Erzbischof Cremona stand seit längerem in der Kritik, seine Diözese aus gesundheitlichen Gründen nicht mehr richtig zu führen. Ihm wurde deshalb von kirchlicher Seite der Rücktritt nahegelegt.
Paul Cremona starb am 18. März 2025 im Alter von 79 Jahren im Mater Dei Hospital in Msida, Malta. Premierminister Robert Abela hat den Tag des Begräbnisses am 22. März 2025 als nationalen Trauertag bestimmt.

## Ehrungen und Auszeichnungen
- 2007: Großoffizier des Ritterordens vom Heiligen Grab zu Jerusalem
- 2010: Großoffizier des Sterns der Solidarität

## Schriften
- The Concept of Peace in Pope John XXIII, Dominican Publications Malta 1988 (Dissertation)
- Spirituality : the human dimension in care, University of Malta Institute of Health Care 2008, ISBN 978-9993206491

maltesisch
- Jiena ngħix ... dak li għallimni l-Mulej : l-attwalità tal-Kmandamenti,  Malta : Kerygma 1997
- Ġesu' Kristu : il-fidi, il-magħmudija. Vol. 1, Junior College Library 1997, zusammen mit George Anthony Frendo OP
- L-Ispirtu s-Santu: it-tama, il-konfirmazzjoni. Vol. 2 , Junior College Library 1998, zusammen mit George Anthony Frendo OP
- Il-Knisja ikona tat-Trinita' Qaddisa, Malta : Pubblikazzjonijiet Dumnikani 2007, ISBN 978-9993237105
- Ħejju t-triq għall-Mulej : id-diskorsi ta' Mons. Arċisqof Pawl Cremona O.P., fis-sena 2011., Malta : Uffiċċju Komunikazzjoni tal-Kurja tal-Arċisqof 2011, ISBN  978-9995706531
- Dedikazzjoni solenni lil Alla tal-Knisja u l-artal ta' Sant'Anna fiż-Żebbiegħ, Imġarr, Mġarr : Knisja ta' Sant'Anna 2013, zusammen mit Kor Sine Macula (Safi, Malta)
- Ħejju t-triq għall-Mulej : id-diskorsi ta' Mons. Arċisqof Pawl Cremona O.P., fis-sena 2013, Blata l-Bajda : Merlin 2013, ISBN 978-9993249559